# Жан-Франсуа Жодар
Жан-Франсуа Жодар (фр. Jean-François Jodar, нар. 2 грудня 1949, Монтеро-Фо-Іонн) — французький футболіст, що грав на позиції захисника, зокрема за клуби «Реймс», «Ліон» та «Страсбур», а також за національну збірну Франції.
По завершенні ігрової кар'єри — тренер.

## Клубна кар'єра
У дорослому футболі дебютував 1966 року виступами за другу команду [[Реймс (футбольний клуб)|«Реймса»], а за рік дебютував у складі головної команди клубу. Відіграв за неї наступні вісім сезонів своєї ігрової кар'єри. Більшість часу, проведеного у складі «Реймса», був основним гравцем захисту команди.
1975 року уклав контракт з «Ліоном», у складі якого провів наступні чотири роки своєї кар'єри гравця. Граючи у складі «Ліона» також здебільшого виходив на поле в основному складі команди.
З 1979 року чотири сезони захищав кольори «Страсбура». Тренерським штабом нового клубу також розглядався як гравець «основи».
Завершував ігрову кар'єру у нижчоліговій команді «Монсо», за яку виступав протягом 1983—1986 років.

## Виступи за збірну
1972 року дебютував в офіційних матчах у складі національної збірної Франції. Загалом протягом чотирирічної кар'єри в національній команді провів у її формі 6 матчів, забивши один гол.

## Кар'єра тренера
Розпочав тренерську кар'єру 1999 року, очоливши тренерський штаб юнацької збірної Франції U-17.
Протягом 2002–2003 років тренував молодіжну збірну ОАЕ, протягом частини 2004 року очолював тренерський штаб національної збірної країни.
2006 року прийняв пропозицію попрацювати зі збірною Малі. Готував команду до Кубка африканських націй 2008, на якому малійці не подолали груповий етап, після чого тренер її залишив.
У 2009–2010 роках працював у Марокко, де тренував команди «Атлетіко» (Агадір) та «Магреб» (Тетуан).